# 1889 (saggio)
1889 è l'ultimo libro della Trilogia sul Brasile del XIX secolo di Laurentino Gomes, iniziata con 1808 e proseguita con 1822, che racconta il periodo di transizione da colonia a Repubblica, iniziato con il trasferimento della Corte portoghese a Rio de Janeiro nel 1808, proseguito con l'Indipendenza proclamata nel 1822 e terminato con la deposizione dell'imperatore, D. Pedro II, il 15 novembre 1889 e l'insediamento di un regime pseudo-repubblicano.
Il libro spiega momenti e passaggi importanti nella formazione della Repubblica federale brasiliana la cui instaurazione era inevitabile dopo che i militari, da sempre uno dei maggiori supporti della Monarchia, si sentirono poco considerati, e mal pagati, dal Governo imperiale. Inoltre stava crescendo, tra i civili, il Movimento repubblicano. L'opera riporta anche una panoramica sugli ultimi giorni dell'Impero brasiliano.

## Sommario
1. Il principe e l'astronauta
2. Il golpe
3. L'impero tropicale
4. Il miraggio
5. Dom Pedro II
6. Il secolo delle Luci
7. I repubblicani
8. La Gioventù militare
9. La Fiamma nelle caserme
10. Il Maresciallo
11. Il Professore
12. Gli abolizionisti
13. La Rendetrice
14. L'imperatore stanco
15. Il ballo
16. La caduta
17. L'addio
18. I "bestializados"
19. "Ordine e Progresso"
20. Il difficile inizio
21. La Ruota della fortuna
22. Il "cabloco" del Nord
23. Passione e morte
24. La sfida

## Edizioni
- Laurentino Gomes, 1889, Globo Livros,  p. 395, ISBN 978-85-250-5515-6.